# Contract civil
Contractul civil este un acord de voință realizat între două sau mai multe persoane pentru a crea un raport juridic (dând naștere unor obligații sau constituind un drept real) sau pentru a modifica sau stinge un raport juridic preexistent.
În cuprinsul Codului civil al României, termenul de contract este sinonim cu cel de convenție.
Elementul specific al contractului este acordul de voințe al părților. Prin acesta se înțelege întâlnirea concordantă a două sau mai multe voințe individuale, cu intenția de a produce efecte juridice.
De asemenea, Codul civil consacră principiul libertății contractuale sau, cu alte cuvinte, dreptul persoanelor fizice și juridice de a încheia contracte în mod liber. Limitele generale ale acestei libertăți sunt reprezentate de ordinea publică și bunele moravuri.
Factorul esențial al contractului este acordul de voință juridică a părților. În principiu, încheierea oricărui contract este liberă. În materia contractelor funcționează, prin urmare, principiul libertății de voință a părților.
Contractele pot fi clasificate în dependență de mai multe criterii.

### După modul de formare contractele pot fi
- Consensuale – cele care se încheie prin simplul acord de voință al părților.
- Solemne – pentru a căror încheiere valabilă se cere respectarea unei forme, de regulă, forma scrisă autentică.
- Reale – pentru formarea acestor contracte nu este suficientă simpla manifestare de voință a părților, ci trebuie să aibă loc și remiterea materială a lucrului.

### După conținut contractele pot fi
- Sinalagmatice - care se caracterizează prin reciprocitatea obligațiilor ce revin părților și prin interdependența obligațiilor reciproce.
- Unilaterale - care dau naștere la obligații numai în sarcina dintre părți, cealaltă având calitatea de creditor. Nu trebuie confundat contractul unilateral cu actul unilateral.